# أندريه إيميت
أندريه إيميت (بالإنجليزية: Andre Emmett)‏ مواليد 27 أغسطس 1982 في دالاس، هو لاعب كرة سلة أمريكي بدأ مسيرته الاحترافية في سنة 2004 يلعب في الدوري الكوري لكرة السلة مع فريق جونجو كي سي سي إجيس ويحمل الرقم 2. يبلغ طوله 6 قدم 5 بوصة (2.0 م).

## إحصائيات المسيرة

### الموسم الاعتيادي
| السنة   | الفريق         | لعب | بدأ | دقيقة | ميداني% | ثلاثية | حرة  | ارتداد | صنع | استلاب | تصدي | نقطة |
| ------- | -------------- | --- | --- | ----- | ------- | ------ | ---- | ------ | --- | ------ | ---- | ---- |
| 2004–05 | ميمفيس غريزليس | 8   | 0   | 3.5   | .333    | .000   | .600 | 0.3    | .0  | .0     | .0   | 0.9  |
| 2011–12 | بروكلين نتس    | 6   | 0   | 7.5   | .571    | .000   | .625 | 1.0    | 0.2 | 0.3    | 0.2  | 2.2  |
| المسيرة |                | 14  | 0   | 5.2   | .462    | .000   | .615 | 0.6    | 0.1 | 0.1    | 0.1  | 1.4  |

## روابط خارجية
- أندريه إيميت على موقع إن بي أي (الإنجليزية)
- أندريه إيميت على موقع سبورتس رفرنس (الإنجليزية)
- أندريه إيميت على موقع كرة السلة الأوروبية.كوم (الإنجليزية)
- أندريه إيميت على موقع كلية كرة السلة في سبورتس رفرنس.كوم (الإنجليزية)
- أندريه إيميت على موقع ريلجم (الإنجليزية)
- أندريه إيميت على موقع بروبوليرز (الإنجليزية)
- أندريه إيميت على موقع سبورتس رفرنس (الإنجليزية)
- أندريه إيميت على موقع سبورتس رفرنس (الإنجليزية)